# General Paz (município)

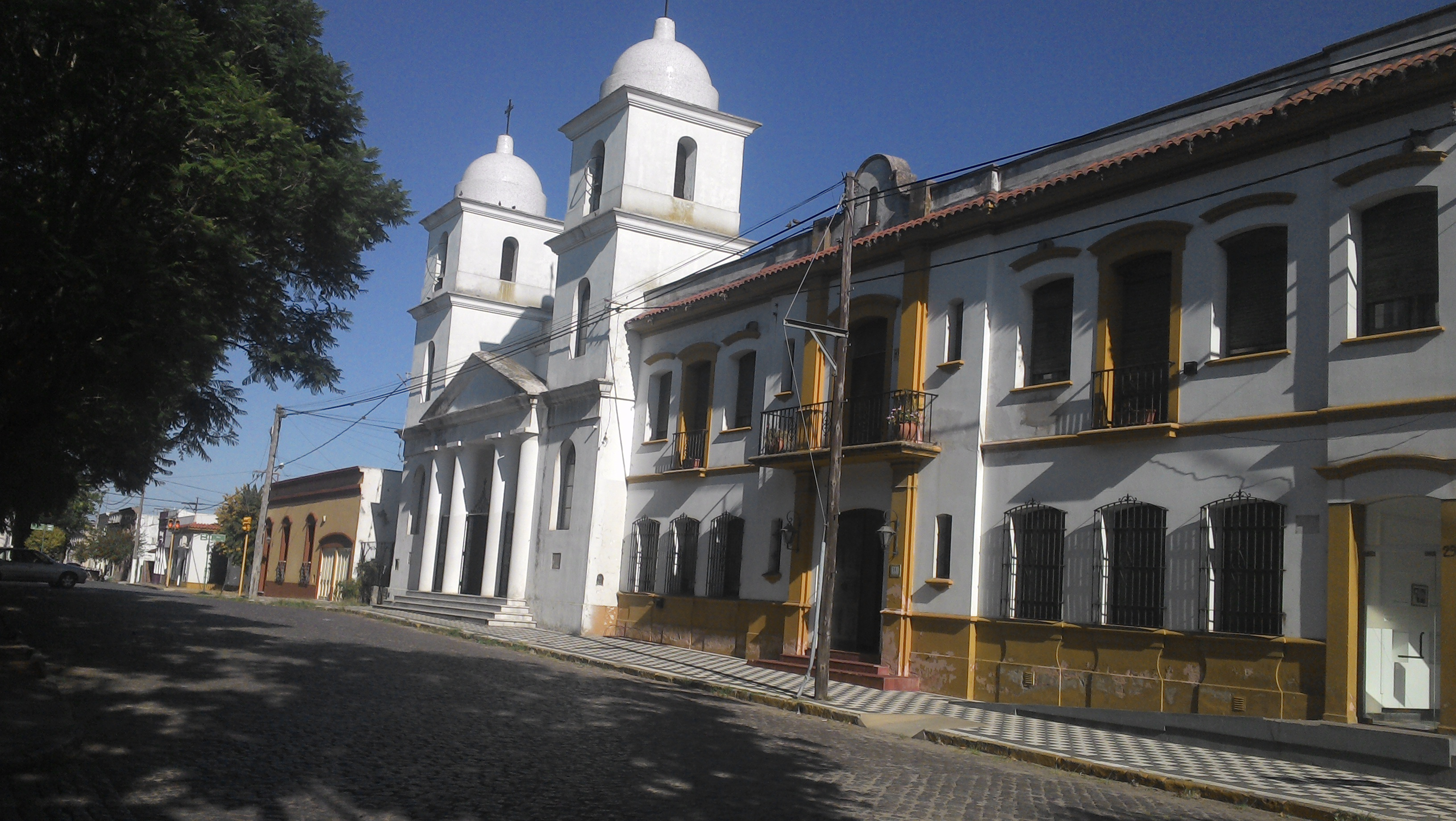
General Paz Partido, Ranchos, Buenos Aires

General Paz é um partido (município) da província de Buenos Aires, na Argentina. Possuía, de acordo com estimativa de 2019, 11.719 habitantes.